# Jan Kozłowski
Pour les articles homonymes, voir Kozłowski.
Jan Andrzej Kozłowski, né le 1er janvier 1946 à Wałcz, est un homme politique polonais, membre de la Plate-forme civique (PO). Il a été élu lors des élections européennes de 2009 en tant que suppléant de Janusz Lewandowski et est devenu député en mars 2010 à la suite de la nomination de ce dernier comme commissaire chargé du Budget dans la Commission Barroso II.
Il est l'un des cofondateurs de Solidarność au Centre de technique navale de Gdańsk en 1980, alors qu'il en est le directeur.
Il est maire de Sopot de 1992 à 1998 et président de la voïvodie de Poméranie de 2002 à son élection comme député européen en 2010.
Au parlement européen, il siège au sein du groupe du Parti populaire européen, dont il est membre du bureau en 2012.